# Missa Sub tuum praesidium
Die Missa Sub tuum praesidium ist eine vor 1503 entstandene Messe für drei- bis siebenstimmig gemischten Chor a cappella des Komponisten Jacob Obrecht.

## Entstehung
Über die Entstehungszeit der Messe sind keine gesicherten Fakten bekannt. Gesichert ist, dass Obrecht vom Hof Maximilians I. 1503 in Namur ein Geschenk erhielt, „von wegen eines Ambts Regina celi So er vnns gemacht hat“, womit die Missa Sub tuum praesidium gemeint ist. Ob aber die Messe erst zu diesem Zeitpunkt als Auftragswerk während Obrechts Aufenthalt in Frankreich für die Osterfeier Maximilians I. in der St.-Martins-Basilika in Halle 1503 entstanden sein soll, ist weder dokumentarisch noch durch Stilvergleiche zu erhärten, zumal die Messe in Obrechts Œuvre wegen seiner Form einzigartig ist.

## Musikalischer Aufbau
Die Messe ist durch die wachsende Anzahl der Stimmen gekennzeichnet, die mit Dreistimmigkeit im Kyrie beginnt, und sich durch Hinzutreten je einer weiteren Stimme in jedem Satz bis zur Siebenstimmigkeit im Agnus Dei steigert. Dabei ist in jedem Satz die marianische Antiphon Sub tuum praesidium in der höchsten Stimme in Form von Tropen als cantus firmus einmal vollständig durchgeführt. Die Ordinariumstexte werden derweil von Alt II, Tenor II und (ab dem Gloria) Bass mehr oder weniger bewegt dahineilend gesungen. Ab dem Credo fügt Obrecht Melodiezeilen aus weiteren marianischen Antiphonen unter Beibehaltung ihrer Texte als weitere cantus firmi hinzu, die jeweils isorhythmisch an das Sub tuum praesidium gekoppelt sind. Der cantus firmus steht isoliert und wird in langen, gleichen Notenwerten vorgetragen, sodass der cantus planus der zugrunde liegenden marianischen Antiphon dadurch gewahrt bleibt.
Die Sätze sind:
- Kyrie (SAT)
- Gloria (SATB)
- Credo (SSATB)

Im Sopran II tritt das Audite nos aus der Sequenz Ave praeclara maris stella hinzu.
- Sanctus – Benedictus (SSAATB)

Eine sechste, als vangantus bezeichnete Stimme (Tenor) tritt hinzu, die im Wechsel mit dem Sopran II  das Mediatrix nostra aus der Sequenz Aurea virga vorträgt.
- Agnus Dei (SSAATTB)

Im Agnus I und II werden gleichzeitig mit dem Cantus firmus das Celsius nunciat aus der Sequenz Aurea virga (Sopran II und Vagantus) sowie das Supplicamus aus der Sequenz Verbum bonum et suave (Alt II) gesungen; das Agnus III kombiniert ihn mit Ausschnitten aus dem Regina caeli und dem Salve Regina.
Die Sieben-Zahl der gesungenen marianischen cantus firmi wie auch der Singstimmen galt als Symbol Marias und verweist gleichermaßen auf die „sieben Freuden“ wie auf die „sieben Schmerzen“. Das Werk besteht aus genau 888 Takteinheiten (Semibreves), ein Symbol für die Vollkommenheit Christi. Die wiederholte Ausführung der Antiphon Unter deinen Schutz und Schirm in relativ breiten Notenwerten über dem restlichen Chorsatz kann bildlich als das Ausbreiten des Schutzmantels über das rege Treiben gedeutet werden.

## Aufnahmen/Tonträger
- Guillaume Dufay / Jacob Obrecht ; Hans Gillesberger, Musica Antiqua Wien, Wiener Kammerchor – Missa Sub Tuum Praesidium / Missa Se La Face Ay Pale. Amadeo – AVRS 5026.
- Ockeghem/Obrecht: Masses. Capella Lipsiensis, Dietrich Knothe. Eterna 8 20 672/Archiv-Produktion 198 406, 1968. Wiederveröffentlichung: Berlin Classics 0030762. 1998.
- Jacob Obrecht: Missa Sub Tuum Praesidium; Benedicamus in Laude; Salve Regina. The Clerks’ Group / Edward Wickham. ASV / Gaudeamus / Sanctuary. CDGAU 341. 1993, 2003. Wiederveröffentlichung: Alto MCS 1308. 2016.
- Mater Matris Christi: Musik aus den Annaberger Chorbüchern. Capella de la Torre. Coviello Classics 20714. 2007.